# Asarkina minor
Asarkina minor är en tvåvingeart som beskrevs av Mario Bezzi 1915. Asarkina minor ingår i släktet Asarkina och familjen blomflugor. Inga underarter finns listade i Catalogue of Life.